# Olles hage
Olles hage är ett naturreservat i Örebro kommun nära Askersby. 
Tidigare har området använts för slåtter och bete, men har lämnats att växa igen. Ett rikt växt- och fågelliv finns här. Förutom blåsippa och vitsippa, finns trolldruva, stinksyska, vattenstäkra och orkidén nästrot. Reservatet inrättades 1998 och omfattar 9 ha.